# Sankt Josef Arbetarens katolska församling
Sankt Josef Arbetarens katolska församling är en romersk-katolsk församling i Luleå. Församlingen tillhör Stockholms katolska stift.
Den är hela Norrbottens läns katolska församling och grundades 1964 av präster från den katolska orden Oblatmissionärerna. Sankt Josef Arbetarens katolska kyrka invigdes 1997 av dåvarande biskopen Hubertus Brandenburg. Verksamhet bedrivs regelbundet på många andra orter i Norrbotten. Det gäller Arjeplog, Arvidsjaur, Boden, Gällivare, Jokkmokk, Kiruna, Pajala, Öjebyn, Överkalix och Övertorneå.
Kyrkoherdar: 
- John Schoeberle OMI 1964–1974
- Robert Olson OMI 1974–1985
- Clyde Rausch OMI 1985–1988
- John Schoeberle OMI 1988–1995
- Mark Dean 1995–1997
- Gene Dyer 1997–2012
- Ludwik Spalek OMI 2012–2013
- Göran Degen 2013–2014
- Nelson Caserial CP 2015–2018
- Damian O Eze[1] 2022–